# Geòfit

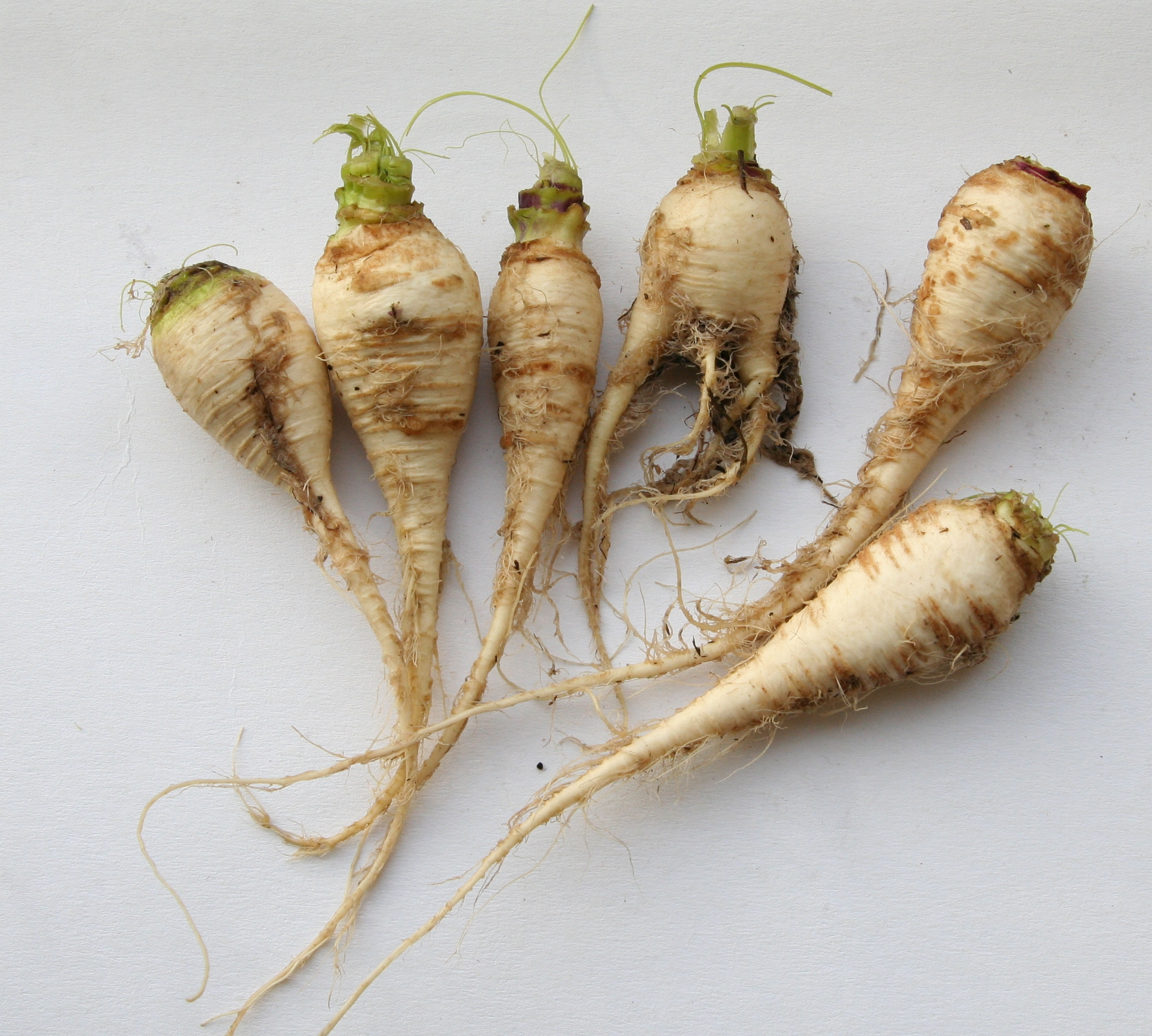
Els naps són plantes geòfites

Un geòfit és una planta amb estructures perdurables que passa l'estació desfavorable sota terra.

## Variants
Classificació segons l'origen:
- Tija modificada; exemple: rizoma
- Rel modificada; exemple: rel tuberosa

Classificació segons el tipus d'estructura perdurable que presenta:
- Geòfit bulbós (amb bulbs)
- Geòfit rizomatós (amb rizoma)
- Geòfit tuberós (amb tubercle)

## Exemples
Algunes espècies conreades d'ús alimentari, com la patata, la ceba, la pastanaga, el nap o el moniato, són geòfits, i la part que se n'aprofita és l'òrgan subterrani on la planta acumula reserves per la temporada següent. El geòfit és una forma biològica i constitueix una de les formes vitals de Raunkjaer.